# Republiek Bangsamoro
De Republiek Bangsamoro, officieel de Verenigde Federale Staten van de Bangsamoro-Republiek (UFSBR), is een voormalig niet-erkend afgescheiden gebied in het zuiden van de Filipijnen. Nur Misuari, de voorzitter van het Moro National Liberation Front (MNLF), verklaarde zich op 27 juli 2013 onafhankelijk van de Filipijnen in de stad Talipao op de Sulu-eilanden.
Volgens Nur Misuari omvat het grondgebied van de republiek de eilanden Basilan, Mindanao, Palawan, Sulu en Tawi-Tawi. Dit zijn de plaatsen waar de Bangsamoro traditioneel leefden. Volgens Emmanuel Fontanilla omvat de Bangsamororepubliek ook de Maleisische staten Sabah en Sarawak.